# Carl Luyken
Carl Luyken (* 29. Mai 1843 in Gummersbach; † 22. Mai 1917 in Wiesbaden) war ein deutscher Druckereibesitzer, Freimaurer und Förderer seiner Stadt.

## Leben
Carl Luyken wurde am 29. Mai 1843 als Sohn des Druckereibesitzers Friedrich Luyken und seiner Frau Amalie, geb. Trapp, in Gummersbach geboren. Er trat mit 15 Jahren in die väterliche Druckerei ein, deren Geschicke er ab 1868 als Teilhaber und als alleiniger Besitzer vom 1. Januar 1885 bis zu ihrem Verkauf am 4. Oktober 1905 leitete.
1865 begegnet er seiner späteren Frau Elise Jacobs, die als 18-jähriges Mädchen zu Carls Mutter in deren Pension kommt. Die Hochzeit erfolgte am 16. Mai 1868. Der Tod der beiden ersten Kinder trifft Carl und Elise sehr. Doch diese Schicksalsschläge vermögen nicht, ihre tiefe Religiosität zu mindern, was ein Grabstein der Kinder auf dem Luyken'schen Familiengrab mit den Bibelworten: „Ich habe euch zu mir genommen aus lauter Güte“ bezeugt.
Den Eheleuten werden drei weitere Kinder geboren: Fritz Luyken (Jurist), Karl Luyken (Pfarrer), Herbert Luyken (Arzt).
Carl Luyken wird im Sommer 1889 von einer schweren Rückenmarksentzündung gelähmt, weswegen er nunmehr einen Rollstuhl benutzt. Eine hochfieberhafte Typhuserkrankung kommt Anfang 1891 dazu, die allerdings mit deren Genesung dazu führt, dass auch die Lähmungen und Rückenbeschwerden geheilt sind.
Der anfänglich nicht sehr einträgliche Druckereibetrieb entwickelt sich infolge des Aufblühens der Industrie in Gummersbach und den verwandtschaftlichen Verflechtungen mit der aufstrebenden Dampfkesselfabrik L. & C. Steinmüller zunehmend besser, auch dank des Einsatzes des von Carls Schwager Lebrecht Steinmüller extra für die Druckerei konstruierten Dampferzeugers.
Mit zunehmendem Wohlstand bringt sich Carl Luyken mehr und mehr in die Belange der Stadt Gummersbach und ihrer vielfältigen Vereinslandschaft ein. Ab 1883 ist er bis zu seinem Tode eng mit der hiesigen evangelischen Kirchengemeinde verbunden. Aus Dankbarkeit über seine gesundheitliche Wiederherstellung widmet Carl sich danach noch umso intensiver vielen gemeinnützigen Projekten in Gummersbach.
Am 4. Oktober 1905 verkauft Carl Luyken die Druckerei, weil keiner der Söhne sie übernehmen kann bzw. will. Im Kaufvertrag ist gewährleistet, dass der Name Friedrich Luyken solange die Druckerei besteht erhalten bleibt.
Die wichtigsten Betätigungsfelder von Carl Luyken:
- Ab 1888 mehrmals Schöffe beim Amtsgericht,
- Vertreter der Arbeitgeber in der Generalversammlung der Arbeiterortskrankenkasse,
- 1889 Wahl zum Repräsentanten in der evangelischen Kirchengemeinde,
- 1894 Wahl in die städtische Friedhofskommission,
- Ab 1895 Mitglied des Presbyteriums der evangelischen Kirchengemeinde,
- Ab 1898 Vorsitz der Baukommission der evangelischen Kirchengemeinde und Leitung der grossangelegten Renovierungsarbeiten der evangelischen Kirche,
- 1900 Mitbegründer und Schriftführer des nationalliberalen Vereins für den Kreis Gummersbach,
- 1901 Schenkung einer Umzäunung für den Kirchplatz der evangelischen Kirche,
- 1902 Wahl zum Stadtverordneten,
- 1906 Mitbegründer der Freimaurerloge „Zur Oberbergischen Treue“, deren Meister vom Stuhl bis 1917,
- 1907 zinsloses Darlehen (Carl will ungenannt bleiben) in Höhe von 25.000 Mark an die evangelische Kirchengemeinde für den Gemeindehausneubau,
- 1907 stellvertretender Schiedsmann,
- 1909 Mitglied der städtischen Baukommission und stellvertretender Standesbeamter,
- 1911 wird er maßgebendes Mitglied im Ausschuss für den Bau einer elektrischen Straßenbahn,
- 1911–1917 Einsatz für den Bau und Betrieb der städtischen Badeanstalt in Gummersbach,
- 1913 stellvertretender Aufsichtsratsvorsitzender der Bergischen Kreditanstalt.

Geehrt wurde Carl Luyken zu Lebzeiten auf verschiedene Weisen, offiziell mit der Verleihung des Kronenordens 4. Klasse am 25. Oktober 1908 während der Feierstunde zur Einweihung des neuen evangelischen Gemeindehauses durch Bürgermeister Dr. Richard Barth:
„Von den Männern, die in hervorragender Weise um die innere Entwicklung der Stadt und der Verschönerung des Stadtbildes sich verdient machen, steht Herr Stadtverordneter Carl Luyken an erster Stelle. Die Auszeichnung, die Se. Maj. der Kaiser ihm heute verliehen hat, bringt zum Ausdruck, daß seine Verdienste Anerkennung finden!“
Tiefe Dankbarkeit gegenüber dem Schöpfer, kindliche Frömmigkeit, Selbsterkenntnis aber auch berechtigtes Selbstbewusstsein sprechen aus den Abschiedsworten „an meine Lieben“ in den letzten Sätzen seines Testamentes vom 29. Januar 1911:
„Wenn einer da droben jenseits der Sterne wohnt, so wird er Gnade haben mit mir, den er doch selbst schwach und menschlich geschaffen. Und ist da droben das Nichts, nun gut, so will ich ausruh'n von dem Kampfe dieses Lebens, denn ich weiß, daß ich redlich das erfüllt habe, was meine Pflicht schien und daß ich mich von ganzem Herzen gefreut habe an all dem Schönen, das die Welt bietet. Seid fernerhin glücklich, lebt in Liebe und Eintracht zueinander und haltet mich in freundlichem Gedenken. Auf Wiedersehen im ewigen Osten.“
Carl Luyken stirbt am 22. Mai 1917 während eines Kuraufenthaltes in Wiesbaden.